# Holmsten Johansson (Rosenstråle)
Holmsten Johansson (Rosenstråle), död 1440, var riksråd och häradshövding.

## Biografi
Holmsten Johansson var son till väpnaren Johan Holmstensson (Rosenstråle). Han beseglade 10 oktober 1393 ett brev och var 1401 väpnare. Holmsten Johansson var från 1429 till 11 november 1432 häradshövding i Östra tredingen i Närke och blev 16 januari 1435 häradshövding i södra tredingen i Närke. Han var 14 januari 1436 häradshövding i Bråbo härad. Holmsten Johansson var riksråd 16 augusti 1434, 3 juni 1436 och 5 oktober 1436. Han avled troligen 1440 och begravdes i Vreta kloster.
Holmsten Johansson ägde gårdarna Sonstorps herrgård i Hällestads socken, Gillberga i Sköllersta socken och Ravnäs i Konungsunds socken.

### Familj
Holmsten Johansson gifte sig första gången med Margareta Jönsdotter, troligen dotter av Jöns Brudsson (Lejonansikte, Bengt Nilssons ätt) och Holmfrid. Han gifte sig andra gången med Ingrid. Holmsten Johansson fick barnen riksrådet Erik Holmstensson (Rosenstråle) och en dotter som var gift med underhäradshövdingen Erik Andersson i Askers härad.